# Lincoln Township (comté de Bedford, Pennsylvanie)
Lincoln Township est un township, situé au nord-ouest du comté de Bedford, aux États-Unis,. En 2010, il comptait une population de 425 habitants.

## Démographie
Lors du recensement de 2010, le township comptait une population de 425 habitants. Elle est estimée, en 2016, à 400 habitants.

### Source de la traduction
- (en) Cet article est partiellement ou en totalité issu de l’article de Wikipédia en anglais intitulé « Lincoln Township, Clinton County, Pennsylvania » (voir la liste des auteurs).